# Variété végétale
En agriculture et en droit international, une variété végétale est un concept générique défini sur le plan légal par la Convention internationale pour la protection des obtentions végétales.

## Définition formelle
Selon la  Convention internationale pour la protection des obtentions végétales la définition légale d'une variété végétale est la suivante :

« On entend par « variété » un ensemble végétal d'un taxon botanique du rang le plus bas connu qui, qu'il réponde ou non pleinement aux conditions pour l'octroi d'un droit d'obtenteur, peut être
- défini par l'expression des caractères résultant d'un certain génotype ou d'une certaine combinaison de génotypes,
- distingué de tout autre ensemble végétal par l'expression d'au moins un desdits caractères et
- considéré comme une entité eu égard à son aptitude à être reproduit conforme. »

### Distinctions entre variété végétale et cultivar
La variété végétale ainsi définie est proche du concept de cultivar mais en diffère en ce qu'elle confère à son obtenteur, ou sélectionneur, des droits particuliers définis par la législation nationale transposant les accords internationaux (cf. certificat d'obtention végétale). La notion de cultivar est définie par le Code international pour la nomenclature des plantes cultivées (CINPC).
Elle doit également être distinguée de la variété au sens botanique du terme, qui est un rang taxonomique, régi par le Code international de nomenclature pour les algues, les champignons et les plantes (CIN).
Dans l'Union européenne, la même définition de la variété végétale est reprise dans l'article 5 du règlement (CE) n° 2100/94 du Conseil du 27 juillet 1994 instituant un régime de protection communautaire des obtentions végétales.